# Karvon
Karvon (äldre benämning karvol) är en delvis hydrerad aromatisk keton, som står terpenerna nära.

## Stereoisomerer

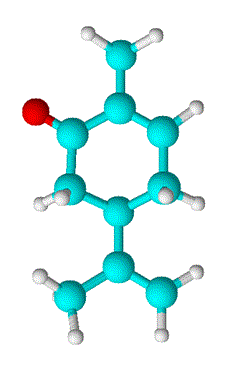
Molekylmodell

Karvon finns som två former av spegelisomerer också kallat enantiomerer: (R)-(-)-Karvon, har en söt mintaktig lukt liksom spearmintlöv. Dess spegelbild, (S)-(+)-Karvon, har en kryddig arom med inslag av råg precis som kumminfrön. Enantiomerer har inte alltid dofter som kan skilja dem åt. 
De två enantiomenerna kan också benämnas med de äldre namnen laevo "åt vänster" (L) som hänvisar till (R)-(-)-Karvon och dextro "åt höger" (D) som hänvisar till (S)-(+)-Karvon.

## Egenskaper
- 100 ml väger ca 96 gram, 100 gram = ca 104 ml.
- Löslig i 48–50 % etanol (löses klart i 20 delar). Om alkohollösningen grumlas är karvonet förorenat av karven (den rest som återstår i kumminolja när karvon tagits bort), består till största delen av limonen.
- Löslig i vegetabilisk olja, mineralolja och propylenglykol.

• Olöslig i glycerin.

### Innehållsdeklaration
INCI-namn:
Carvone

### Andra namn
- Carvone, oil of caraway (engelska)
- Carvone (franska)
- Carvon, Oleum carvi (tyska)

### Förväxlingsrisker
- Oleum carvi = kumminolja.
- Karven = resterna när karvon tagits bort ur kumminolja; mest limonen (en terpen.

### Farmakopéerna

#### Namn
- Carvonum
- Carvol
- Oleum carvi

I svenska farmakopéen av 1901 och 1908 års upplagor byttes eterisk kumminolja ut mot karvon. Om ett recept angav kumminolja var det tillåtet för apoteket att byta ut det mot kavron.
1925 togs emellertid kumminolja tillbaka.
I Tyskland, där karvon var officinell kring sekelskiftet 1800/1900, kallades varan Oleum carvi, men i andra länder betydde Oleum carvi kumminolja.

## Framställning
D-kavron och L-kavron är båda färglösa till ljusgula vätskor, som gulnar i kontakt med luft. De är kemiskt identiska, men molekylerna är spegelvända och lukten är olika.

### D-Karvon
Råvaror är den tyngre delen av kumminolja (50–60 %) och destillat av dillfröolja (35–60 %).
L-limonen (vänstervridande limonen) oxiderastill terpenketon (monoterpen och omättad keton). 

### L-Karvon
Råvara är grönmyntaessens, som extraheras, utbyte (50–70 %).
D-limonen (högervridande limonen) oxideras till terpenketon (monoterpen och omättad keton).

### Varianter
Många ytterligare former finns: - dl-, pino-, iso-, cis-, trans-...

### Hållbarhet
Kavron är dåligt hållbar. Skall förvaras mörkt, svalt, tillslutet. Gul färg är ett tecken på att karvonet är gammalt eller har förvarats fel.
Karvon är en olja, som förekommer i kumminolja, dillolja och andra aromatiska oljor, exempelvis grönmynta också kallat spearmint. De två enantiomererna ger olika smak (S)-(+)-Karvon smakar kummin och 
(R)-(-)-Karvon ger myntasmak. 

## Användning
Båda karvonisomererna används i livsmedels- och smakindustrin. R)-(-)-Karvon används även för luftfräschningsprodukter och, liksom många eteriska oljor, används karvonolja inom aromaterapi och alternativ medicin.

### Livsmedel
Föreningen kan ge smak av kummin, dill och grönmynta och karvon har i århundraden används i livsmedel. Naturlig grönmyntaolja återfinns bland annat i tuggummin. 

### Jordbruk
(S)(+)-Karvon används för att hindra potatis från att gro och mögla under lagring. I Nederländerna marknadsförs föreningen under namnet Talent.

### Skadedjursbekämpning
(R)-(-)-Karvon har föreslagits för användning som myggmedel, och Environmental Protection Agency granskar en förfrågan att registrera den som en bekämpningsmedel.

## Förekomst
(S)-(+)-Karvon är huvudbeståndsdelen av olja från kumminfrön, ca 60–70%, ungefär 10 ton frön produceras varje år. Även i dillfrön förekommer (S)-(+)-Karvon med ca 40–60%. (R)-(+)-Karvon är den förening som det finns mest av i eterisk olja från flera olika mintarter. Spearmint också kallat grönmynta (Menta spicata) består av 50–80% (R)-(-)-Karvon och är en källa till naturlig produktion av enatiomeren. 

## Reduktion

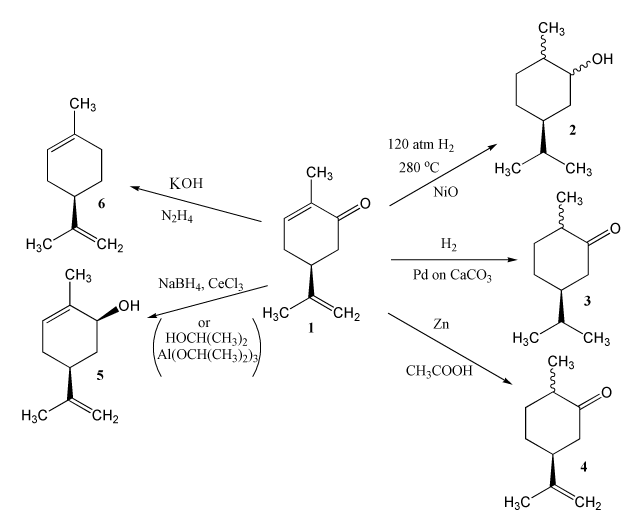
Reduktion
Vänsterklicka på bilden för förstoring

Det finns tre dubbelbindningar i karvon som kan reduceras, produkten av reduktionen beror av reaktanterna och under vilket förhållande reaktionen sker. Katalytisk hydrogenering av karvon (1) kan ge antingen karvomentol (2) eller karvometon (3). 
Zink och ättiksyra reducerar karvon och ger produkten dihydrokarbonon (4). MPV-reduktion med användning av propan-2-ol och aluminiumisopropoxid påverkar reduktionen av karbonylgruppen och ger endast karveol (5).

## Oxidation

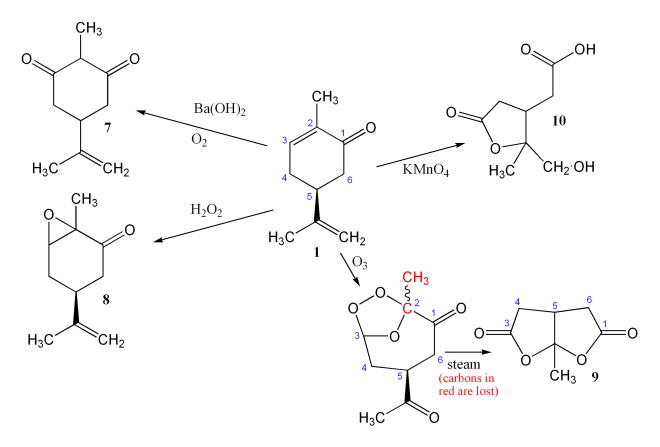
Oxidation
Vänsterklicka på bilden för förstoring.

Oxidation av karvon ger olika produkter. vid närvaro av en bas som till exempel bariumhydroxid kan karvon oxideras av luft eller syre och ger en diketon (7). Med väteperoxid blir produkten en epoxid (8). Karvon kan klyvas med hjälp av ozon och ånga och ger då dilakton (9), medan kaliumpermanganat ger (10).